# Beatificazioni per pontificato
In questa lista sono elencate, in ordine cronologico, le personalità beatificate formalmente o per equipollenza dai vari pontefici dopo l'istituzione della Congregazione dei riti, nel 1588.

## Pontificato di Clemente VIII (1592-1605)

### Celebrazioni del 1601
- 19 giugno 1601
  - Giovanni da San Facondo († 1479), sacerdote dell'Ordine di Sant'Agostino[1]

### Celebrazioni del 1604
- 1604
  - Coletta Boilet (1381-1447), vergine, riformatrice dell'Ordine di santa Chiara[2]

## Pontificato di Paolo V (1605-1621)

### Celebrazioni del 1605
- 19 ottobre 1605
  - Luigi Gonzaga (1568-1591), religioso della Compagnia di Gesù[3]
  - Stanislao Kostka (1550-1568), religioso della Compagnia di Gesù[4]

### Celebrazioni del 1606
- 5 febbraio 1606
  - Salvatore da Horta (1520-1567), religioso dell'Ordine dei frati minori[5]

### Celebrazioni del 1608
- 19 luglio 1608
  - Luigi Bertrando (1526-1581), sacerdote dell'Ordine dei frati predicatori[6]

### Celebrazioni del 1609
- 27 luglio 1609
  - Ignazio di Loyola (1491-1556), sacerdote, fondatore della Compagnia di Gesù[7]
- 19 ottobre 1609
  - Margherita da Città di Castello (1287-1320), vergine del Terz'ordine della penitenza di San Domenico[8]

### Celebrazioni del 1614
- 24 aprile 1614
  - Teresa di Gesù (1515-1582), vergine, riformatrice dell'Ordine di Nostra Signora del Carmelo[7]

### Celebrazioni del 1615
- 11 maggio 1615
  - Filippo Neri (1515-1595), sacerdote, fondatore della Congregazione dell'oratorio[7]

### Celebrazioni del 1618
- 7 ottobre 1618
  - Tommaso di Villanova (1486-1555), dell'Ordine di Sant'Agostino, arcivescovo di Valencia[9]
- 29 ottobre 1618
  - Pasquale Baylón (1540-1592), sacerdote dell'Ordine dei frati minori[1]

### Celebrazioni del 1619
- 2 maggio 1619
  - Isidoro Agricola (1080-1130), laico[7]
- 25 ottobre 1619
  - Francesco Saverio (1506-1552), sacerdote professo della Compagnia di Gesù[7]

### Beatificazioni equipollenti
- 21 marzo 1609 (concessione di messa e ufficio citra tamen approbationem cultus)
  - Gioacchino da Siena (1258-1306), religioso dei Servi di Maria[10]

## Pontificato di Gregorio XV (1621-1623)

### Celebrazioni del 1622
- 18 aprile 1622
  - Pietro d'Alcántara (1499-1562), sacerdote, riformatore dell'Ordine dei frati minori[11]

## Pontificato di Urbano VIII (1623-1644)

### Celebrazioni del 1624
- 12 agosto 1624
  - Giacomo della Marca (1394-1476), sacerdote dell'Ordine dei frati minori[12]
- 23 novembre 1624
  - Francesco Borgia (1510-1572), sacerdote professo della Compagnia di Gesù[11]

### Celebrazioni del 1625
- 10 giugno 1625
  - Andrea Avellino (1521-1608), sacerdote dell'ordine dei Chierici regolari teatini[1]
- 1º ottobre 1625
  - Felice da Cantalice (1515-1587), religioso dell'Ordine dei frati minori cappuccini[12]

### Celebrazioni del 1626
- 8 maggio 1626
  - Maria Maddalena de' Pazzi (1566-1607), vergine del Carmelo di Firenze[11]

### Celebrazioni del 1627
- 14 settembre 1627
  - Pietro Battista Blásquez, Paolo Miki e 25 compagni († 1597), martiri del Giappone[13]
- 1º ottobre 1627
  - Rita da Cascia († 1457), vedova, agostiniana[14]

### Celebrazioni del 1629
- 8 ottobre 1629
  - Gaetano Thiene (1480-1547), sacerdote, fondatore dei Chierici regolari teatini[11]

### Celebrazioni del 1630
- 21 settembre 1630
  - Giovanni di Dio (1495-1550), laico, fondatore dell'Ordine Ospedaliero[6]

### Celebrazioni del 1643
- 16 maggio 1643
  - Giosafat Kuncewycz († 1623), basiliano, vescovo greco-cattolico di Polack, martire[15]

### Beatificazioni equipollenti
- 25 febbraio 1625
  - Colomba da Rieti (1467-1501), vergine del Terz'ordine della penitenza di San Domenico[16]
- 2 dicembre 1625
  - Matteo Carreri (1420-1470), sacerdote dell'Ordine dei frati predicatori[17]

## Pontificato di Innocenzo X (1644-1655)

### Beatificazioni equipollenti
- 24 novembre 1644
  - Bernardo Tolomei (1272-1348), abate, fondatore della Congregazione olivetana[18]
- 8 ottobre 1645
  - Filippo Benizi (1233-1285), sacerdote dell'ordine dei Servi di Maria[6]
- 1º febbraio 1649
  - Nicola di Flüe (1417-1487), eremita[19]
- 19 dicembre 1650
  - Giovanni da Capestrano (1386-1456), sacerdote dell'Ordine dei frati minori[6]
- 13 aprile 1654
  - Bernardino da Feltre (1439-1494), sacerdote dell'Ordine dei frati minori[18]

## Pontificato di Alessandro VII (1655-1667)

### Celebrazioni del 1662
- 8 gennaio 1662
  - Francesco di Sales (1567-1622), vescovo di Ginevra, fondatore dell'Ordine della Visitazione di Santa Maria.[9]

### Celebrazioni del 1664
- 20 aprile 1664
  - Pietro d'Arbués (1440-1485), canonico regolare, martire.[20]

## Pontificato di Clemente IX (1667-1669)

### Celebrazioni del 1668
- 15 aprile 1668
  - Rosa di Santa Maria (1586-1617), vergine del Terz'ordine della penitenza di San Domenico[6]

### Beatificazioni equipollenti
- 9 ottobre 1669
  - Margherita di Savoia (1382-1464), vedova, fondatrice del monastero domenicano di Santa Maria Maddalena ad Alba.[21]

## Pontificato di Clemente X (1670-1676)

### Celebrazioni del 1672
- 1º maggio 1672
  - Pio V (1504-1572), papa[12]

### Celebrazioni del 1675
- 21 aprile 1675
  - Giovanni della Croce (1542-1591), sacerdote, riformatore dell'Ordine carmelitano[3]
- 20 giugno 1675
  - Francesco Solano (1549-1610), sacerdote dell'Ordine dei frati minori[3]
- 24 novembre 1675
  - Nicola Pieck e 18 compagni († 1572), martiri di Gorcum[20]

### Beatificazioni equipollenti
- 14 agosto 1670
  - Pietro Pascasio (1225-1300), vescovo mercedario di Jaén e martire[22]
- 28 gennaio 1671
  - Ludovica Albertoni (1474-1533), vedova del Terz'ordine di San Francesco[23]
- 18 maggio 1672
  - Giacomo Bianconi (1220-1301), sacerdote dell'Ordine dei frati predicatori[24]
- 17 maggio 1673
  - Salomea di Polonia (1211-1268), vedova, badessa del monastero delle clarisse di Sandomierz[25]
- 6 aprile 1675
  - Caterina da Genova (1447-1510), mistica[4]
- 25 maggio 1675
  - Ollegario (1060-1137), vescovo di Tarragona[26]
- 28 marzo 1676
  - Giovanni Canzio (1390-1473), sacerdote[27]

## Pontificato di Innocenzo XI (1676-1689)

### Celebrazioni del 1679
- 2 luglio 1679
  - Turibio de Mogrovejo (1538-1606), vescovo di Lima[3]

### Celebrazioni del 1683
- 17 agosto 1683
  - Pietro Regalado (1390-1456), sacerdote dell'Ordine dei frati minori[28]

### Beatificazioni equipollenti
- 3 marzo 1677
  - Amedeo IX (1435-1472), duca di Savoia[29]
- 26 luglio 1678
  - Giuliana Falconieri († 1341), vergine, fondatrice delle Serve di Maria[30]
- 24 febbraio 1685
  - Simone da Lipnica (1440-1482), sacerdote dell'Ordine dei frati minori[31]
- 28 marzo 1686
  - Pietro Armengol (1238-1304), religioso dell'Ordine di Nostra Signora della Mercede[32]
- 28 giugno 1687
  - Antonio da Stroncone (1381-1461), religioso dell'Ordine dei frati minori[33]

## Pontificato di Alessandro VIII (1689-1691)

### Beatificazioni equipollenti
- 11 giugno 1690
  - Cunegonda di Polonia († 1292), vedova, badessa del monastero delle clarisse di Stary Sącz[34]

## Pontificato di Innocenzo XII (1691-1700)

### Beatificazioni equipollenti
- 4 aprile 1693
  - Giovanna di Portogallo (1452-1490), vergine del monastero domenicano di Aveiro[26]
- 9 dicembre 1693
  - Pietro Gambacorta (1355-1435), fondatore dei Poveri eremiti di San Girolamo[35]
- 24 luglio 1694
  - Umiliana de' Cerchi (1219-1246), vedova del Terz'ordine di San Francesco[36]
- 27 novembre 1694
  - Osanna Andreasi (1449-1505), vergine del Terz'ordine della penitenza di San Domenico[37]
- 29 ottobre 1695
  - Elena Enselmini (1207-1231), vergine del monastero delle clarisse dell'Arcella a Padova[38]
- 11 agosto 1697
  - Maria de la Cabeza († 1175 circa), lavoratrice[21]
- 17 luglio 1700
  - Agostino Kažotić (1260-1323), vescovo domenicano di Zagabria e di Lucera[39]

## Pontificato di Clemente XI (1700-1721)

### Celebrazioni del 1716
- 24 maggio 1716
  - Giovanni Francesco Régis (1597-1640), sacerdote della Compagnia di Gesù[4]

### Beatificazioni equipollenti
- 29 dicembre 1700
  - Giacomo da Zara († 1485 circa), religioso dell'Ordine dei frati minori[40]
- 3 aprile 1701 (concessione di messa e ufficio citra tamen approbationem cultus)
  - Angela da Foligno (1248-1309), vedova del Terz'ordine di San Francesco[10]
- 11 settembre 1702
  - Pellegrino Laziosi (1265-1345), religioso dei Servi di Maria[3]
- 11 settembre 1704
  - Giovanni da Perugia e Pietro da Sassoferrato († 1231), dell'Ordine dei frati minori, martiri[41]
- 1º marzo 1710
  - Lucia Broccadelli (1476-1544), religiosa del Terz'ordine di San Domenico[42]
- 27 agosto 1712
  - Ceslao (1180-1242), sacerdote dell'Ordine dei frati predicatori[43]
- 8 luglio 1713
  - Gregorio X (1210-1276), papa[44]
- 2 settembre 1713
  - Liberato da Loro († 1260 circa), religioso dell'Ordine dei frati minori[42]
- 1º dicembre 1717
  - Sette fondatori dei Servi di Maria[45]

## Pontificato di Innocenzo XIII (1721-1724)

### Beatificazioni equipollenti
- 31 maggio 1721
  - Giovanni Nepomuceno (1340-1393), sacerdote, martire[4]
- 13 agosto 1721
  - Dalmazio Moner (1291-1341), sacerdote dell'Ordine dei frati predicatori[46]
- 11 dicembre 1723
  - Andrea dei Conti di Segni († 1302), sacerdote dell'Ordine dei frati minori[47]

## Pontificato di Benedetto XIII (1724-1730)

### Celebrazioni del 1726
- 1º settembre 1726
  - Giacinta Marescotti (1585-1640), vergine del Terz'ordine di San Francesco[48]

### Celebrazioni del 1728
- 24 maggio 1728
  - Giovanni de Prado (1563-1631), sacerdote dell'Ordine dei frati minori, martire[8]

### Celebrazioni del 1729
- 24 marzo 1729
  - Fedele da Sigmaringen (1578-1622), sacerdote dell'Ordine dei frati minori cappuccini, martire[30]
- 18 luglio 1729
  - Serafino da Montegranaro (1540-1606), religioso dell'Ordine dei frati minori cappuccini[27]
- 21 agosto 1729
  - Vincenzo de' Paoli (1581-1660), sacerdote, fondatore della Congregazione della missione e delle Figlie della carità[30]

### Celebrazioni del 1730
- 20 gennaio 1730
  - Pietro Fourier (1565-1640), sacerdote, fondatore della Congregazione del Salvatore e della Congregazione di Nostra Signora[45]

## Pontificato di Clemente XII (1730-1740)

### Celebrazioni del 1732
- 23 novembre 1732
  - Caterina de' Ricci (1522-1590), vergine del monastero del Terz'ordine di San Domenico di Pistoia[30]

### Celebrazioni del 1737
- 22 giugno 1737
  - Giuseppe da Leonessa (1556-1612), sacerdote dell'Ordine dei frati minori cappuccini[28]

### Beatificazioni equipollenti
- 23 gennaio 1733
  - Giovanni da Dukla (1414-1484), sacerdote dell'Ordine dei Frati Minori[49]
- 24 aprile 1736
  - Benedetto XI (1240-1304), papa[50]
- 13 aprile 1737
  - Michelina da Pesaro († 1356), vedova del Terz'Ordine secolare di San Francesco[17]
  - Chiara della Croce (1268-1308), vergine, superiora del monastero agostiniano di Santa Croce a Montefalco[51]
- 15 luglio 1737
  - Giovannangelo Porro (1451-1505), sacerdote dei Servi di Maria[52]
- 25 luglio 1738
  - Andrea Caccioli (1194-1254), sacerdote dell'Ordine dei frati minori[29]

## Pontificato di Benedetto XIV (1740-1758)

### Celebrazioni del 1741
- 23 aprile 1741
  - Alessandro Sauli (1534-1592), dei Chierici regolari di San Paolo, vescovo di Aleria e di Pavia[14]

### Celebrazioni del 1742
- 7 aprile 1742
  - Camillo de Lellis (1550-1614), sacerdote, fondatore dei Chierici regolari ministri degli infermi[30]

### Celebrazioni del 1747
- 29 settembre 1747
  - Girolamo Emiliani (1486-1537), sacerdote, fondatore dei Chierici regolari di Somasca[28]

### Celebrazioni del 1748
- 18 agosto 1748
  - Giuseppe Calasanzio (1558-1648), sacerdote, fondatore dei Chierici regolari poveri della Madre di Dio delle scuole pie[27]

### Celebrazioni del 1751
- 21 novembre 1751
  - Giovanna Francesca di Chantal (1572-1641), vedova, fondatrice dell'Ordine della Visitazione di Santa Maria[28]

### Celebrazioni del 1753
- 24 febbraio 1753
  - Giuseppe da Copertino (1603-1663), sacerdote dell'Ordine dei frati minori conventuali[27]

### Beatificazioni equipollenti
- 14 dicembre 1740
  - Stefana Quinzani (1457-1530), vergine, del monastero delle Terz'ordine di San Domenico di Soncino[31]
- 22 settembre 1741
  - Alvaro da Cordova († 1430), sacerdote dell'Ordine dei frati predicatori[29]
- 13 dicembre 1741
  - Pietro González († 1246), sacerdote dell'Ordine dei frati predicatori[22]
- 21 aprile 1742
  - Giovanna di Valois (1464-1505), fondatrice dell'Ordine della Vergine Maria[53]
- 15 maggio 1743
  - Benedetto da San Fratello († 1589), religioso dell'Ordine dei frati minori[2]
- 11 settembre 1743
  - Francesco Patrizi (1266-1328), sacerdote dei Servi di Maria[54]
- 25 settembre 1744
  - Niccolò Albergati († 1443), dell'Ordine Certosino, vescovo di Bologna[55]
- 7 luglio 1745
  - Pacifico da Cerano († 1482), sacerdote dell'Ordine dei frati minori[32]
- 9 maggio 1748
  - Egidio da Vouzela († 1265), sacerdote dell'Ordine dei frati predicatori[56]
  - Alberto di Villa d'Ogna († 1279), del Terz'Ordine della penitenza di San Domenico[57]
- 11 febbraio 1750
  - Ladislao da Gielniów († 1505), sacerdote dell'Ordine dei frati minori[58]
- 25 febbraio 1750 (concessione di messa e ufficio citra tamen approbationem cultus)
  - Raimondo Lullo († 1316), religioso del Terz'ordine di San Francesco, martire[10]
- 9 maggio 1750
  - Marcolino da Forlì (1317-1397), sacerdote dell'Ordine dei frati predicatori[59]
- 23 luglio 1750
  - Enrico da Bolzano († 1315), laico[60]
- 25 aprile 1753
  - Giovanni Liccio († 1511), sacerdote dell'Ordine dei frati predicatori[61]
  - Angelo Carletti († 1495 circa), sacerdote dell'Ordine dei frati minori[62]
- 30 maggio 1753
  - Giuliana di Collalto (1186-1262), vergine, badessa del monastero benedettino dei Santi Biagio e Cataldo a Venezia[63]
- 19 settembre 1753
  - Gabriele Ferretti († 1456), sacerdote dell'Ordine dei frati minori[64]
- 17 luglio 1754
  - Serafina Sforza (1434-1478), vedova, badessa del monastero delle clarisse del Corpus Christi di Pesaro[65]
- 11 settembre 1754
  - Giovanna da Orvieto († 1306), vergine del Terz'Ordine della penitenza di San Domenico[52]
- 2 luglio 1755
  - Odorico da Pordenone (1265-1331), sacerdote dell'Ordine dei frati minori conventuali[66]
- 17 marzo 1756
  - Forte Gabrielli († 1040), eremita camaldolese[54]
- 27 luglio 1757
  - Ugo degli Atti († 1270 circa), religioso silvestrino[37]

## Pontificato di Clemente XIII (1758-1769)

### Celebrazioni del 1761
- 20 settembre 1761
  - Gregorio Barbarigo (1625-1697), cardinale, vescovo di Bergamo e di Padova[67]

### Celebrazioni del 1766
- 19 maggio 1766
  - Simone de Rojas (1552-1624), sacerdote dell'Ordine della Santissima Trinità[68]

### Celebrazioni del 1768
- 15 maggio 1768
  - Bernardo da Corleone (1605-1667), religioso dell'Ordine dei frati minori cappuccini[8]

### Beatificazioni equipollenti
- 11 luglio 1759
  - Antonio Migliorati (1355-1450), sacerdote dell'Ordine di Sant'Agostino[69]
  - Antonio dell'Aquila († 1494), sacerdote dell'Ordine di Sant'Agostino[69]
  - Agostino Novello († 1309), sacerdote dell'Ordine di Sant'Agostino[39]
- 15 aprile 1760
  - Sebastiano Maggi (1414-1496), sacerdote dell'Ordine dei frati predicatori[25]
- 10 agosto 1760
  - Pietro da Mogliano (1442-1490), sacerdote dell'Ordine dei frati minori[35]
- 7 marzo 1761
  - Angelo Agostino Mazzinghi († 1438), sacerdote dell'Ordine della Beata Vergine del Monte Carmelo[62]
- 22 luglio 1761
  - Giacomo Filippo Bertoni (1454-1483), sacerdote dei Servi di Maria[24]
- 16 settembre 1761
  - Clemente da Osimo († 1291), sacerdote dell'Ordine di Sant'Agostino[16]
- 19 novembre 1763
  - Beatrice d'Este († 1226), vergine, fondatrice del monastero delle benedettine di Gemmola[70]
- 18 febbraio 1764
  - Vincenzo Kadłubek († 1223), vescovo cistercense di Cracovia[71]
  - Andrea da Montereale (1397-1479), sacerdote dell'Ordine di Sant'Agostino[47]
- 5 dicembre 1764
  - Giovanni Marinoni (1490-1562), sacerdote dei Chierici regolari teatini[72]
- 6 febbraio 1765
  - Benvenuta Boiani (1255-1292), vergine del Terz'ordine della penitenza di San Domenico[50]
- 27 luglio 1765
  - Mattia Nazzareni († 1320), badessa delle clarisse di Matelica[17]
- 19 luglio 1766
  - Elisabetta Achler (1386-1420), vergine del Terz'ordine di San Francesco[73]
- 27 agosto 1766
  - Filippo da Piacenza († 1306), sacerdote dell'Ordine di Sant'Agostino[74]
- 22 febbraio 1767
  - Matteo Guimerà († 1450), vescovo francescano di Agrigento[17]
  - Antonio Neyrot († 1460), sacerdote dell'Ordine dei frati predicatori, martire[33]
- 30 aprile 1768
  - Angela Merici (1470-1540), vergine, fondatrice della Compagnia di Sant'Orsola[2]
- 10 dicembre 1768
  - Tommaso da Orvieto († 1343), religioso dei Servi di Maria[75]

## Pontificato di Clemente XIV (1769-1774)

### Celebrazioni del 1769
- 10 settembre 1769
  - Francesco Caracciolo (1563-1608), sacerdote, fondatore dei Chierici Regolari Minori[2]

### Celebrazioni del 1772
- 8 giugno 1772
  - Paolo Burali d'Arezzo (1511-1578), dei Chierici regolari teatini, vescovo di Piacenza e di Napoli, cardinale[76]

### Beatificazioni equipollenti
- 19 luglio 1769
  - Emilia Bicchieri († 1314), vergine, terziaria domenicana del monastero di Santa Margherita a Vercelli[57]
- 16 settembre 1769
  - Gregorio Celli († 1343 circa), sacerdote dell'Ordine di Sant'Agostino[44]
  - Bernardo II († 1458), margravio del Baden[18]
  - Caterina Moriggi († 1478), vergine, fondatrice del monastero delle romite ambrosiane dell'Ordine di Sant'Ambrogio ad Nemus[43]
  - Giuliana Puricelli (1427-1501), vergine, fondatrice del monastero delle romite ambrosiane dell'Ordine di Sant'Ambrogio ad Nemus[43]
- 18 agosto 1770
  - Sante da Urbino (1343-1394), religioso dell'Ordine dei frati minori[25]
- 24 agosto 1771
  - Tommaso Bellacci († 1447), religioso dell'Ordine dei frati minori[77]
  - Nicola da Forca Palena (1349-1449), sacerdote, fondatore degli Poveri eremiti di San Girolamo[55]
  - Giovanna Scopelli (1428-1491), vergine, fondatrice del monastero delle carmelitane di Reggio[78]
- 14 dicembre
  - Antonio Primaldo e 800 compagni († 1480), martiri di Otranto[33]
- 29 agosto 1772
  - Giovanni del Bastone († 1290), sacerdote silvestrino[52]
- 23 luglio 1774
  - Beatrice d'Este († 1262), vedova, fondatrice del monastero delle benedettine di Sant'Antonio a Ferrara[70]

## Pontificato di Pio VI (1775-1799)

### Celebrazioni del 1775
- 26 novembre 1775
  - Bonaventura da Potenza (1651-1711), sacerdote dell'Ordine dei frati minori conventuali[76]

### Celebrazioni del 1779
- 2 maggio 1779
  - Michele dei Santi (1591-1625), sacerdote dell'Ordine della Santissima Trinità[13]

### Celebrazioni del 1782
- 14 settembre 1782
  - Eustochia Smeralda Calafato (1434-1485), vergine, badessa delle clarisse di Messina[79]

### Celebrazioni del 1783
- 25 maggio 1783
  - Maria Anna di Gesù Navarro (1565-1624), vergine del Terz'ordine della Mercede[76]
- 1º giugno 1783
  - Lorenzo da Brindisi (1559-1619), sacerdote dell'Ordine dei frati minori cappuccini[51]
- 9 giugno 1783
  - Giovanna Maria Bonomo (1606-1670), vergine, badessa benedettina di San Girolamo a Bassano[76]

### Celebrazioni del 1786
- 13 agosto 1786
  - Pacifico da San Severino (1653-1721), sacerdote dell'Ordine dei frati minori[13]
- 27 agosto 1786
  - Niccolò Fattore (1520-1583), sacerdote dell'Ordine dei frati minori[80]
- 3 settembre 1786
  - Tommaso da Cori (1655-1729), sacerdote dell'Ordine dei frati minori[81]
- 10 settembre 1786
  - Gaspare de Bono (1530-1604), sacerdote dell'Ordine dei Minimi[80]
- 17 settembre 1786
  - Nicola da Longobardi (1649-1709), religioso dell'Ordine dei Minimi[80]

### Celebrazioni del 1789
- 17 maggio 1789
  - Sebastiano Aparicio (1502-1600), religioso dell'Ordine dei frati minori[80]
- 24 maggio 1789
  - Giovan Giuseppe della Croce (1654-1734), sacerdote dell'Ordine dei frati minori[48]

### Celebrazioni del 1791
- 22 maggio 1791
  - Andrea Hibernón (1534-1602), religioso dell'Ordine dei frati minori[80]
- 5 giugno 1791
  - Maria dell'Incarnazione Avrillot (1566-1618), vedova, del Carmelo di Pontoise[82]

### Celebrazioni del 1792
- 12 agosto 1792
  - Caterina Tomás (1531-1574), vergine, canonichessa regolare[83]

### Celebrazioni del 1795
- 25 maggio 1795
  - Bernardo da Offida (1604-1694), religioso dell'Ordine dei frati minori cappuccini[82]

### Celebrazioni del 1796
- 19 giugno 1796
  - Leonardo da Porto Maurizio (1676-1751), sacerdote dell'Ordine dei frati minori[15]
- 18 settembre 1796
  - Giovanni de Ribera (1532-1611), arcivescovo di Valencia[67]

### Beatificazioni equipollenti
- 1º aprile 1775
  - Francesco Venimbeni (1251-1322), sacerdote dell'Ordine dei frati minori[84]
  - Girolamo da Sant'Angelo in Vado († 1466 circa), sacerdote dei Servi di Maria[60]
- 17 aprile 1776
  - Amato Ronconi († 1300 circa), ospedaliere[29]
- 15 giugno 1776
  - Cristiana da Santa Croce († 1310), vergine, fondatrice del monastero agostiniano di Santa Croce in Val d'Arno[43]
- 1º marzo 1777
  - Giovanni Buralli († 1289), sacerdote dell'Ordine dei frati minori[72]
- 2 maggio 1778
  - Gonsalvo da Lagos († 1422), sacerdote dell'Ordine di Sant'Agostino[85]
- 2 aprile 1783
  - Giovanni da Salerno (1190-1242), sacerdote dell'Ordine dei frati predicatori[41]
- 1784
  - Artmanno († 1164), canonico regolare, vescovo di Bressanone[38]
- 12 maggio 1784
  - Pietro Geremia (1399-1452), sacerdote dell'Ordine dei Frati Predicatori[22]
- 22 dicembre 1784
  - Chiara da Rimini (1280-1326), vedova, fondatrice del monastero delle clarisse di Rimini[16]
- 19 settembre 1787
  - Vincenzo dell'Aquila († 1504), religioso dell'Ordine dei frati minori[71]
- 11 settembre 1790
  - Giacomo Strepa († 1409), dell'Ordine dei frati minori, vescovo di Halyč[24]
- 14 marzo 1792
  - Mafalda di Portogallo (1184-1257), vergine, monaca cistercense ad Arouca[59]
- 11 settembre 1793
  - Bartolomeo da Breganze († 1270), dell'Ordine dei frati predicatori, vescovo di Vicenza[86]
- 17 settembre 1796
  - Benvenuto da Recanati († 1289), religioso dell'Ordine dei frati minori conventuali[18]
- 13 maggio 1798
  - Andrea Gallerani († 1251), laico[47]
- 21 settembre 1798
  - Giovanna da Signa († 1307), vergine[78]

## Pontificato di Pio VII (1800-1823)

### Celebrazioni del 1803
- 27 settembre 1803
  - Giuseppe Maria Tomasi (1649-1713), sacerdote dei Chierici regolari teatini, cardinale[87]

### Celebrazioni del 1804
- 17 giugno 1804
  - Veronica Giuliani (1660-1727), vergine, badessa delle cappuccine di Città di Castello[13]

### Celebrazioni del 1806
- 11 maggio 1806
  - Francesco De Geronimo (1642-1716), sacerdote della Compagnia di Gesù[48]
- 7 settembre 1806
  - Crispino da Viterbo (1668-1750), religioso dell'Ordine dei frati minori cappuccini[88]
- 21 settembre 1806
  - Giuseppe Oriol (1650-1702), sacerdote[14]

### Celebrazioni del 1816
- 15 settembre 1816
  - Alfonso Maria de' Liguori (1696-1787), fondatore della Congregazione del Santissimo Redentore, vescovo di Sant'Agata de' Goti[48]

### Celebrazioni del 1818
- 20 settembre 1818
  - Francesco de Posadas (1644-1713), sacerdote dell'Ordine dei frati predicatori[82]

### Celebrazioni del 1819
- 26 settembre 1819
  - Giovanni Battista della Concezione (1561-1613), sacerdote, riformatore dell'Ordine della Santissima Trinità[89]

### Beatificazioni equipollenti
- 1º ottobre 1800
  - Giovanni da Vespignano († 1331), laico[90]
- 18 agosto 1802
  - Pietro Pettinario († 1289), del Terz'ordine secolare di San Francesco[22]
- 18 dicembre 1802
  - Ranieri d'Arezzo († 1304), religioso dell'Ordine dei frati minori[91]
- 1º marzo 1804
  - Antonio Patrizi (1280-1311), sacerdote dell'Ordine di Sant'Agostino[33]
- 4 luglio 1804
  - Girolamo da Recanati († 1335), sacerdote dell'Ordine di Sant'Agostino[60]
- 11 luglio 1804
  - Maria Bartolomea Bagnesi (1514-1577), vergine del Terz'ordine della penitenza di San Domenico[21]
- 10 novembre 1804
  - Elisabetta Picenardi († 1468), vergine, del Terz'ordine dei Servi di Maria[73]
- 30 aprile 1806
  - Filippa Mareri († 1236), vergine, fondatrice del monastero delle Clarisse di Borgo San Pietro[74]
- 17 maggio 1806
  - Giacomo l'Elemosiniere († 1304), laico[40]
- 29 novembre 1806
  - Andrea Dotti († 1315), sacerdote, dei Servi di Maria[47]
- 20 dicembre 1806
  - Giovanni da Penna San Giovanni († 1271 circa), sacerdote dell'Ordine dei frati minori[72]
- 18 ottobre 1807
  - Sadoc e 48 compagni († 1260), dell'Ordine dei frati predicatori, martiri[25]
- 9 aprile 1808
  - Caterina Mattei (1486-1547), vergine del Terz'Ordine della penitenza di San Domenico[92]
- 11 maggio 1816
  - Giacomo da Voragine († 1298), dell'Ordine dei frati predicatori, vescovo di Genova[24]
  - Pietro Capucci (1390-1445), sacerdote dell'Ordine dei frati predicatori[35]
- 21 aprile 1817
  - Corrado da Offida (1237-1306), sacerdote dell'Ordine dei frati minori[16]
- 4 giugno 1817
  - Nevolone († 1280), pellegrino[55]
- 15 maggio 1819
  - Antonio della Chiesa (1394-1459), sacerdote dell'Ordine dei frati predicatori[33]
- 18 maggio 1819
  - Giulia Della Rena († 1367 circa), terziaria dell'Ordine di Sant'Agostino[63]
- 14 marzo 1820
  - Simone Balacchi († 1319), religioso dell'Ordine dei frati predicatori[65]
- 26 settembre 1820
  - Lorenzo (XIV secolo), sacerdote dell'Ordine di San Gerolamo[58]
  - Andrea da Peschiera († 1485), sacerdote dell'Ordine dei frati predicatori[47]
- 3 aprile 1821
  - Ubaldo da Borgo Sansepolcro († 1315), sacerdote dei Servi di Maria[93]
- 31 luglio 1821
  - Pellegrino da Falerone († 1233 circa), sacerdote dell'Ordine dei frati minori conventuali[32]
- 22 settembre 1821
  - Costanzo da Fabriano († 1481), sacerdote dell'Ordine dei frati predicatori[94]
- 23 aprile 1822
  - Bonaventura da Pistoia († 1315 circa), sacerdote dei Servi di Maria[95]
- 15 aprile 1823
  - Giovanna da Bagno di Romagna († 1105 circa), vergine camaldolese[78]

## Pontificato di Leone XII (1823-1829)

### Celebrazioni del 1825
- 23 maggio 1825
  - Giuliano di Sant'Agostino (1550-1696), religioso dell'Ordine dei frati minori[82]
- 5 giugno 1825
  - Alfonso Rodríguez (1533-1617), religioso della Compagnia di Gesù[51]
- 19 giugno 1825
  - Ippolito Galantini (1565-1619), catechista[82]
- 18 dicembre 1825
  - Angelo d'Acri (1669-1739), sacerdote dell'Ordine dei frati minori cappuccini[96]

### Celebrazioni del 1828
- 21 settembre 1828
  - Maria Vittoria De Fornari Strata (1562-1617), vedova, fondatrice dell'Ordine della Santissima Annunziata[96]

### Beatificazioni equipollenti
- 27 marzo 1824
  - Villana de' Botti (1332-1361), del Terz'ordine della penitenza di San Domenico[71]
- 30 marzo 1824
  - Giovanni Sordi o Cacciafronte († 1181), vescovo benedettino di Mantova e di Vicenza martire[41]
- 8 marzo 1825
  - Angelina di Marsciano (1377-1435), vedova, fondatrice del monastero del Terz'ordine regolare di San Francesco a Foligno[62]
  - Bernardo Scammacca (1430-1487), sacerdote dell'Ordine dei frati predicatori[95]
  - Angelo da Gualdo Tadino († 1325), religioso camaldolese, eremita[69]
  - Giacomo da Ulma (1407-1491), religioso dell'Ordine dei frati predicatori[24]
- 10 maggio 1826
  - Giordano di Sassonia († 1237), sacerdote, maestro generale dell'Ordine dei frati predicatori[90]
- 20 dicembre 1826
  - Imelda Lambertini († 1333), vergine, domenicana del monastero di Bologna[26]
- 26 settembre 1827
  - Iolanda († 1298), vedova, badessa dell'Ordine di Santa Chiara[90]
- 26 marzo 1828
  - Nicola Paglia (1197-1256), sacerdote dell'Ordine dei frati predicatori[55]
  - Bernardino da Fossa (1421-1503), sacerdote dell'Ordine dei frati minori[18]
  - Elena Duglioli (1472-1520), vedova[38]
- 25 agosto 1828
  - Maddalena Panattieri († 1503), del Terz'ordine della penitenza di San Domenico[59]
- 1º ottobre 1828
  - Giovanna d'Aza († 1203 circa), madre di san Domenico[78]
  - Giovanna Soderini († 1367 circa), vergine del Terz'ordine servita[78]

## Pontificato di Pio VIII (1829-1830)

### Beatificazioni equipollenti
- 23 dicembre 1829
  - Benincasa da Montepulciano († 1426), religioso dei Servi di Maria[50]
- 24 aprile 1830
  - Chiara Gambacorti (1362-1419), vedova, fondatrice del monastero domenicano di Pisa[16]

## Pontificato di Gregorio XVI (1831-1846)

### Celebrazioni del 1834
- 31 agosto 1834
  - Sebastiano Valfrè (1629-1710), sacerdote dell'Oratorio di San Filippo Neri[96]

### Celebrazioni del 1837
- 22 ottobre 1837
  - Giovanni Macías (1585-1645), religioso dell'Ordine dei frati predicatori[97]
- 29 ottobre 1837
  - Martino de Porres (1579-1639), religioso dell'Ordine dei frati predicatori[67]

### Celebrazioni del 1843
- 12 novembre 1843
  - Maria Francesca delle Cinque Piaghe (1715-1791), vergine del Terz'ordine di San Francesco[15]

### Beatificazioni equipollenti
- 22 aprile 1831
  - Enrico Suso (1295-1366), sacerdote dell'Ordine dei frati predicatori[60]
- 9 aprile 1832
  - Giovanni da Rieti († 1347), religioso dell'Ordine di Sant'Agostino[41]
  - Giovanni Dominici († 1419), dell'Ordine dei frati predicatori, vescovo di Ragusa[61]
- 3 agosto 1832
  - Lucia Bufalari († 1350), vergine, oblata dell'Ordine di Sant'Agostino[42]
- 13 marzo 1833
  - Simone da Todi († 1322), sacerdote dell'Ordine di Sant'Agostino[31]
- 18 marzo 1833
  - Gerardo Mecatti († 1245 circa), del Terz'ordine di San Francesco[64]
- 23 agosto 1833
  - Giordano da Pisa († 1310), sacerdote dell'Ordine dei frati predicatori[90]
- 2 giugno 1834
  - Manno Guzmán († 1235 circa), sacerdote dell'Ordine dei frati predicatori[59]
- 19 settembre 1834
  - Cristina da Spoleto (1435-1458), vedova, oblata dell'Ordine di Sant'Agostino[98]
- 28 agosto 1835
  - Giovanni e Pietro Becchetti († 1421 circa), sacerdoti dell'Ordine di Sant'Agostino[35][61]
- 9 settembre 1836
  - Arcangelo da Calatafimi († 1460), sacerdote dell'Ordine dei frati minori[99]
- 20 settembre 1837
  - Alberto da Sassoferrato († 1350), monaco camaldolese[57]
- 17 novembre 1837
  - Evangelista e Pellegrino († 1250?), dell'Ordine di Sant'Agostino[100]
- 7 settembre 1838
  - Umberto III di Savoia (1136-1188), conte di Savoia[36]
  - Bonifacio di Savoia († 1270), vescovo certosino di Belley e Canterbury[101]
- 14 dicembre 1838
  - Rizzerio da Muccia († 1236), religioso dell'Ordine dei frati minori[102]
- 12 agosto 1839
  - Luisa di Savoia (1462-1503), vedova, clarissa di Orbe[23]
- 23 agosto 1839
  - Bronislava († 1259), delle Canonichesse premostratensi[101]
- 20 settembre 1839
  - Marco da Montegallo (1425-1496), dell'Ordine dei frati minori[103]
- 15 gennaio 1841
  - Camilla Gentili († 1486), martire[92]
  - Cristina Ciccarelli (1480-1543), vergine dell'Ordine di Sant'Agostino[98]
- 10 dicembre 1841
  - Luigi Rabatà († 1490), dell'Ordine della Beata Vergine del Monte Carmelo[29]
- 29 aprile 1842
  - Romeo († 1380), dell'Ordine della Beata Vergine del Monte Carmelo[102]
- 27 settembre 1842
  - Angelo da Massaccio († 1458 circa), camaldolese, martire[69]
- 24 ottobre 1842
  - Ludovico Morbioli (1433-1485), penitente[23]
- 7 aprile 1843
  - Battista da Varano (1458-1524), clarissa, badessa del monastero di Camerino[86]
- 1º settembre 1843
  - Francesco da Caldarola († 1507), dell'Ordine dei frati minori[84]
- 5 marzo 1845
  - Giacomino de' Canepacci (1438-1508), religioso dell'Ordine della Beata Vergine del Monte Carmelo[40]
- 24 luglio 1845
  - Angelo di Acquapagana (1261-1313), camaldolese[62]
- 14 agosto 1845
  - Paola Gambara Costa (1463-1515), vedova, del Terz'ordine di San Francesco[32]

## Pontificato di Pio IX (1846-1878)

### Celebrazioni del 1851
- 21 settembre 1851
  - Pietro Claver (1580-1654), sacerdote della Compagnia di Gesù[45]

### Celebrazioni del 1853
- 1º maggio 1853
  - Paolo della Croce (1694-1775), sacerdote, fondatore della Congregazione della Passione di Gesù Cristo[20]
- 21 agosto 1853
  - Giovanni de Britto (1647-1693), sacerdote della Compagnia di Gesù, martire[104]
- 30 ottobre 1853
  - Andrea Bobola (1591-1557), sacerdote della Compagnia di Gesù, martire[5]
- 13 novembre 1853
  - Giovanni Grande (1546-1600), religioso dell'Ordine ospedaliero di San Giovanni di Dio[105]
- 20 novembre 1853
  - Maria Anna di Gesù de Paredes (1618-1645), vergine del Terz'ordine di San Francesco[106]

### Celebrazioni del 1854
- 7 maggio 1854
  - Germana Cousin (1579-1601), vergine[15]

### Celebrazioni del 1860
- 6 maggio 1860
  - Giovanni Sarkander (1576-1620), sacerdote, martire[107]
- 13 maggio 1860
  - Giovanni Battista de' Rossi (1698-1764), sacerdote[51]
- 20 maggio 1860
  - Benedetto Giuseppe Labre (1748-1783), penitente[20]

### Celebrazioni del 1861
- 10 novembre 1861
  - Giovanni Leonardi (1541-1609), sacerdote, fondatore dei Chierici regolari della Madre di Dio[5]

### Celebrazioni del 1864
- 18 settembre 1864
  - Margherita Maria Alacoque (1647-1690), vergine dell'Ordine della Visitazione di Santa Maria[108]

- 20 novembre 1864
  - Pietro Canisio (1521-1597), sacerdote della Compagnia di Gesù[109]

### Celebrazioni del 1865
- 14 maggio 1865
  - Maria degli Angeli Fontanella (1661-1717), vergine del Carmelo di Santa Cristina a Torino[96]
- 28 maggio 1865
  - Giovanni Berchmans (1599-1621), religioso della Compagnia di Gesù[51]

### Celebrazioni del 1867
- 10 febbraio 1867
  - Benedetto da Urbino (1560-1625), sacerdote dell'Ordine dei frati minori cappuccini[96]
- 7 luglio 1867
  - Alfonso Navarrete (1571-1617) e 204 compagni, martiri in Giappone[110]

### Beatificazioni equipollenti
- 5 marzo 1847
  - Pietro da Gubbio († 1306 circa), sacerdote dell'Ordine di Sant'Agostino[35]
- 17 settembre 1847
  - Antonia da Firenze († 1472), vedova, badessa del monastero del Corpus Domini all'Aquila[69]
  - Margherita Colonna († 1280), vergine clarissa[103]
- 4 agosto 1848
  - Damiano da Finale († 1484), sacerdote dell'Ordine dei frati predicatori[46]
- 27 settembre 1848
  - Elena Valentini († 1458), vedova, terziaria agostiniana[38]
  - Pietro Giacomo da Pesaro († 1496 circa), sacerdote dell'Ordine di Sant'Agostino[22]
- 4 aprile 1851
  - Lorenzo da Ripafratta (1373-1456), sacerdote dell'Ordine dei frati predicatori[58]
- 15 gennaio 1852
  - Rinaldo da Concorezzo († 1321), arcivescovo di Ravenna[91]
- 20 settembre 1852
  - Bentivoglio de Bonis (1188-1232), sacerdote dell'Ordine dei frati minori[50]
- 22 settembre 1853
  - Rolando de' Medici (1330-1386), eremita[102]
  - Bartolomeo Cerveri (1420-1466), sacerdote dell'Ordine dei frati predicatori, martire[86]
- 11 maggio 1854
  - Ignazio de Azevedo e 39 compagni († 1570), della Compagnia di Gesù, martiri[26]
- 17 agosto 1854
  - Domenico Vernagalli (1180-1218), sacerdote camaldolese[46]
  - Domenico e Gregorio († 1300), sacerdote dell'Ordine dei frati predicatori[44]
  - Sibillina Biscossi (1287-1367), vergine, terziaria domenicana[65]
- 2 agosto 1855
  - Maria Mancini († 1431), vedova, terziaria domenicana[21]
- 21 febbraio 1856
  - Stefano Bandelli (1369-1450), sacerdote dell'Ordine dei frati predicatori[31]
- 29 maggio 1856
  - Gherardesca di Pisa († 1269 circa), vedova, camaldolese[44]
  - Aimone Taparelli (1398-1495), sacerdote dell'Ordine dei frati predicatori[39]
- 4 dicembre 1856
  - Pietro Cambiano di Ruffia († 1365), sacerdote dell'Ordine dei frati predicatori, martire[35]
  - Antonio Pavoni († 1374), sacerdote dell'Ordine dei Frati Predicatori, martire[33]
  - Ugolino Magalotti († 1373), terziario francescano, eremita[36]
- 10 settembre 1857
  - Bartolomeo Aiutamicristo da Pisa († 1224), religioso camaldolese[70]
  - Marco da Modena († 1498), sacerdote dell'Ordine dei frati predicatori[103]
- 17 settembre 1857
  - Varmondo († 1010), vescovo di Ivrea[71]
- 19 settembre 1857
  - Giovanni della Pace († 1332 circa), terziario francescano, eremita[72]
- 31 marzo 1859
  - Oddone di Novara (1100-1198), sacerdote dell'Ordine certosino[66]
  - Cecco da Pesaro († 1350), terziario francescano[98]
- 14 luglio 1859
  - Tommaso Hélye († 1257), sacerdote[77]
- 22 settembre 1859
  - Giacomo Benfatti († 1332), vescovo domenicano di Mantova[40]
- 29 marzo 1860
  - Guglielmo da Fenoglio († 1200 circa), religioso certosino[85]
  - Ercolano da Piegaro († 1451), sacerdote dell'Ordine dei frati minori[60]
- 8 gennaio 1863
  - Airaldo († 1146), vescovo certosino di Moriana[39]
- 16 luglio 1863
  - Francesca d'Amboise (1427-1485), vedova, fondatrice del Carmelo di Vannes[54]
- 14 luglio 1864
  - Giovanni di Spagna (1123-1160), religioso, priore della Certosa del Réposoir[61]
- 1º ottobre 1864
  - Arcangela Girlani (1460-1495), vedova, fondatrice del Carmelo di Mantova[99]
- 21 settembre 1865
  - Cherubino Testa (1451-1479), sacerdote dell'Ordine di Sant'Agostino[43]
- 3 maggio 1866
  - Giovanni Soreth († 1471), sacerdote dell'Ordine della Beata Vergine del Monte Carmelo[41]
  - Pietro Levita († 605), diacono[22]
- 6 settembre 1866
  - Guglielmo Arnaud e 10 compagni († 1242), dell'Ordine dei frati predicatori, martiri di Avignonet[85]
  - Paola Montaldi (1443-1514), vergine, religiosa clarissa del monastero di Santa Lucia a Mantova[32]
- 5 settembre 1867
  - Panacea (1368-1383), vergine e martire[32]
  - Lorenzino Sossio († 1485 circa), martire[58]
- 5 marzo 1868
  - Marco Fantuzzi (1405-1479), sacerdote dell'Ordine dei frati minori[103]
- 1º ottobre 1868
  - Guala († 1244), vescovo domenicano di Brescia[85]
- 15 aprile 1869
  - Beatrice d'Ornacieux († 1303), vergine della Certosa d'Eymeux[50]
- 10 marzo 1870
  - Urbano V (1310-1370), papa[93]
  - Timoteo da Monticchio (1444-1504), sacerdote dell'Ordine dei frati minori[75]
- 27 aprile 1871
  - Giovanna Maria de Maillé (1332-1414), vedova[78]
- 5 settembre 1872
  - Agostino de Fango (1430-1493), sacerdote dell'Ordine dei frati predicatori[99]
  - Pietro Favre (1506-1546), sacerdote della Compagnia di Gesù[35]
- 3 ottobre 1872
  - Eugenio III († 1153), papa[73]
- 26 febbraio 1874
  - Alpaide († 1211), vergine[29]
- 12 marzo 1874
  - Agnese di Boemia (1205-1282), vergine, badessa clarissa di San Francesco a Praga[111]
- 3 aprile 1875
  - Cristoforo da Milano († 1484), sacerdote dell'Ordine dei frati predicatori[98]
- 8 aprile 1875
  - Oglerio (1136-1214), abate cistercense di Lucedio[66]
- 8 luglio 1875
  - Reginaldo d'Orléans († 1220), sacerdote dell'Ordine dei frati predicatori[91]
- 15 febbraio 1877
  - Guglielmo de Léaval (VIII secolo?), sacerdote[71]

## Pontificato di Leone XIII (1878-1903)

### Celebrazioni del 1882
- 15 gennaio 1882
  - Alonso de Orozco (1500-1591), sacerdote dell'Ordine di Sant'Agostino[110]
- 22 gennaio 1882
  - Carlo da Sezze (1613-1670), religioso dell'Ordine dei frati minori[112]
- 29 gennaio 1882
  - Umile da Bisignano (1582-1637), religioso dell'Ordine dei frati minori[110]

### Celebrazioni del 1888
- 22 gennaio 1888
  - Luigi Maria Grignion de Montfort (1673-1716), sacerdote, fondatore della Compagnia di Maria e delle Figlie della Sapienza[113]
- 29 gennaio 1888
  - Clemente Maria Hofbauer (1751-1820), sacerdote della Congregazione del Santissimo Redentore[14]
- 5 febbraio 1888
  - Egidio Maria di San Giuseppe (1729-1812), religioso dell'Ordine dei frati minori[49]
- 12 febbraio 1888
  - Felice da Nicosia (1715-1787), religioso dell'Ordine dei frati minori cappuccini[110]
- 19 febbraio 1888
  - Giovanni Battista de La Salle (1651-1719), sacerdote, fondatore dei Fratelli delle scuole cristiane[45]
- 26 febbraio 1888
  - Giuseppa Maria di Sant'Agnese (1625-1696), vergine dell'Ordine di Sant'Agostino[110]

### Celebrazioni del 1889
- 10 novembre 1889
  - Giovanni Gabriele Perboyre (1802-1840), sacerdote della Congregazione della missione, martire[105]
- 17 novembre 1889
  - Pietro Chanel (1803-1841), sacerdote della Società di Maria, martire[112]

### Celebrazioni del 1890
- 26 gennaio 1890
  - Pompilio Maria Pirrotti (1710-1766), sacerdote dei Chierici regolari poveri della Madre di Dio delle scuole pie[114]
- 9 febbraio 1890
  - Giovenale Ancina (1545-1604), dell'Oratorio di San Filippo Neri, vescovo di Saluzzo[115]

### Celebrazioni del 1893
- 22 gennaio 1893
  - Francesco Saverio Maria Bianchi (1743-1815), sacerdote dei Chierici regolari di San Paolo[116]
- 29 gennaio 1893
  - Gerardo Maiella (1726-1755), religioso della Congregazione del Santissimo Redentore[14]
- 12 marzo 1893
  - Leopoldo da Gaiche (1732-1815), sacerdote dell'Ordine dei frati minori[115]
- 16 aprile 1893
  - Antonio Baldinucci (1665-1717), sacerdote della Compagnia di Gesù[115]
- 30 aprile 1893
  - Rodolfo Acquaviva e 4 compagni († 1583), gesuiti, martiri[115]
- 14 maggio 1893
  - Pietro Sanz e 4 compagni († 1748), domenicani, martiri in Cina[115]

### Celebrazioni del 1894
- 15 aprile 1894
  - Giovanni d'Avila (1499-1569), sacerdote[89]
- 22 aprile 1894
  - Diego Giuseppe da Cadice (1743-1801), sacerdote dell'Ordine dei frati minori cappuccini[117]

### Celebrazioni del 1896
- 12 gennaio 1896
  - Bernardino Realino (1530-1616), sacerdote della Compagnia di Gesù[104]
- 19 gennaio 1896
  - Teofilo da Corte (1676-1740), sacerdote dell'Ordine dei frati minori[83]

### Celebrazioni del 1900
- 27 maggio 1900
  - Andrea Dũng Lạc († 1839) e 63 compagni, martiri del Vietnam[68]
  - Jean-Gabriel-Taurin Dufresse e 12 compagni († 1815), martiri in Cina[117]
- 3 giugno 1900
  - Maria Maddalena Martinengo (1687-1737), badessa dell'Ordine delle Clarisse Cappuccine[117]
- 10 giugno 1900
  - Dionigi della Natività e Redento della Croce († 1638), carmelitani scalzi, martiri[117]
- 23 settembre 1900
  - Giovanna de Lestonnac (1556-1640), vedova, fondatrice dell'Ordine della Compagnia di Maria Nostra Signora[113]
- 30 settembre 1900
  - Antonio Grassi (1592-1671), sacerdote dell'Oratorio di San Filippo Neri[117]
- 7 ottobre 1900
  - Maria Crescentia Höss (1682-1744), vergine del Terz'ordine di San Francesco[118]

### Beatificazioni equipollenti
- 24 giugno 1880
  - Giovanni della Verna († 1322), sacerdote dell'Ordine dei frati minori[52]
  - Bartolomeo Pucci-Franceschi († 1330), sacerdote dell'Ordine dei frati minori[70]
- 27 giugno 1880
  - Egidio da Laurenzana († 1518), religioso dell'Ordine dei frati minori[56]
- 10 marzo 1881
  - Gandolfo da Binasco († 1260), sacerdote dell'Ordine dei frati minori[64]
- 14 luglio 1881
  - Urbano II (1040-1099), papa[93]
  - Bertrando de Garrigues († 1230 circa), sacerdote dell'Ordine dei frati predicatori[95]
  - Emerico di Quart († 1313), vescovo di Aosta[73]
- 9 febbraio 1882
  - Carlo il Buono († 1127), martire[92]
- 23 agosto 1883
  - Simone Fidati († 1348), sacerdote dell'Ordine di Sant'Agostino[31]
- 17 dicembre 1885
  - Battista Spagnoli (1447-1516), sacerdote dell'Ordine della Beata Vergine del Monte Carmelo[86]
- 9 dicembre 1886
  - Giovanni Fisher e Tommaso Moro († 1535), martiri[5]
  - Cutberto Mayne e 51 compagni, martiri d'Inghilterra e del Galles[89]
- 1º febbraio 1888
  - Sante da Cori (1339-1392), sacerdote dell'Ordine di Sant'Agostino[25]
- 8 agosto 1888
  - Diana degli Andalò († 1236), vergine domenicana[46]
- 20 dicembre 1888
  - Angelo da Furci (1246-1327), sacerdote dell'Ordine di Sant'Agostino[62]
- 6 giugno 1889
  - Grazia da Cattaro (1438-1508), religioso dell'Ordine di Sant'Agostino[44]
  - Nicola Tavelić e tre compagni († 1391), francescani, martiri[89]
- 3 gennaio 1890
  - Antonio Maria Zaccaria (1502-1539), sacerdote, fondatore dei Chierici regolari di San Paolo[45]
- 28 aprile 1890
  - Bonifacio Valperga († 1243), vescovo di Aosta[101]
- 23 luglio 1890
  - Cristoforo Macassoli († 1485), sacerdote dell'Ordine dei frati minori[98]
- 14 gennaio 1891
  - Giustina Francucci Bezzoli (1260-1319), vergine benedettina[63]
- 11 marzo 1891
  - Angelo Conti (1226-1312), sacerdote dell'Ordine di Sant'Agostino[62]
- 24 dicembre 1891
  - Cecilia e Amata, domenicane, fondatrici del monastero di Sant'Agnese[92]
- 4 settembre 1892
  - Agnello da Pisa († 1235), sacerdote dell'Ordine dei frati minori[57]
- 4 febbraio 1893
  - Lanuino († 1119 circa), certosino, priore di Serra[58]
- 18 aprile 1893
  - Guglielmo († 1369), sacerdote dell'Ordine di Sant'Agostino[85]
- 23 luglio 1894
  - Idesbaldo († 1167), abate cistercense delle Dune[26]
  - Tommaso da Tolentino († 1321), sacerdote dell'Ordine dei frati minori, martire[75]
- 11 febbraio 1895
  - Giovanna di Tolosa, vergine carmelitana[78]
- 13 maggio 1895
  - Hugh Faringdon e 8 compagni († 1539), benedettini, martiri[37]
- 10 giugno 1895
  - Giacomo da Cerqueto (1285-1366), sacerdote dell'Ordine di Sant'Agostino[24]
- 16 agosto 1895
  - Taddeo McCarthy (1455-1492), vescovo di Cork[77]
- 15 dicembre 1896
  - Ponzio di Faucigny († 1178), canonico regolare[74]
- 16 settembre 1897
  - Croznato († 1217), premostratense, martire[37]
- 14 marzo 1898
  - Innocenzo V (1224-1276), papa[26]
- 15 maggio 1899
  - Raimondo da Capua († 1399), sacerdote, maestro generale dell'Ordine dei frati predicatori[91]
- 24 luglio 1899
  - Marco Criado (1522-1569), sacerdote dell'Ordine della Santissima Trinità, martire[103]
- 13 maggio 1900
  - Antonio Bonfadini (1400-1482), sacerdote dell'Ordine dei frati minori[69]
- 18 agosto 1902
  - Andrea Abellon († 1450), sacerdote dell'Ordine dei frati predicatori[29]

## Pontificato di Pio X (1903-1914)

### Celebrazioni del 1904
- 18 dicembre 1904
  - Gaspare del Bufalo (1786-1837), sacerdote, fondatore dei Missionari del Preziosissimo Sangue[116]
- 27 dicembre 1904
  - Stefano Bellesini (1774-1840), sacerdote dell'Ordine di Sant'Agostino[118]

### Celebrazioni del 1905
- 1 gennaio 1905
  - Agatangelo da Vendôme e Cassiano da Nantes († 1638), dell'Ordine dei frati minori cappuccini, martiri di Gondar[118]
- 8 gennaio 1905
  - Giovanni Maria Vianney (1786-1859), sacerdote[109]
- 15 gennaio 1905
  - Marco Križevčanin, Melchiorre Grodecký e Stefano Pongrácz († 1619), della Compagnia di Gesù, martiri di Košice[105]

### Celebrazioni del 1906
- 13 maggio 1906
  - Giulia Billiart (1751-1816), vergine, fondatrice delle Suore di Nostra Signora di Namur[119]
- 20 maggio 1906
  - Girolamo Hermosilla (1800-1861) e 8 compagni, martiri del Vietnam[68]
- 27 maggio 1906
  - Teresa di Sant'Agostino e 15 compagne († 1794), carmelitane scalze, martiri di Compiègne[118]
- 10 giugno 1906
  - Bonaventura da Barcellona (1620-1684), religioso dell'Ordine dei frati minori[120]

### Celebrazioni del 1908
- 17 maggio 1908
  - Maria Maddalena Postel (1756-1846), vergine, fondatrice delle Suore delle scuole cristiane della misericordia[109]
- 24 maggio 1908
  - Maddalena Sofia Barat (1779-1865), vergine, fondatrice della Società del Sacro Cuore di Gesù[109]
- 31 maggio 1908
  - Gabriele dell'Addolorata (1838-1862), chierico della Congregazione della Passione di Gesù Cristo[108]

### Celebrazioni del 1909
- 18 aprile 1909
  - Giovanna d'Arco (1412-1431), vergine[108]
- 25 aprile 1909
  - Giovanni Eudes (1601-1680), sacerdote, fondatore della Congregazione di Gesù e Maria[109]
- 2 maggio 1909
  - Théophane Vénard (1829-1861) e 18 compagni, martiri del Vietnam[68]
  - Francesco Fernández de Capillas (1607-1648) e 13 compagni, martiri in Cina[120]

### Beatificazioni equipollenti
- 7 settembre 1903
  - Giovanni da Vercelli († 1283), sacerdote, maestro generale dell'Ordine dei frati predicatori[90]
- 7 settembre 1903
  - Giovanni Battista da Fabriano († 1539), sacerdote dell'Ordine dei frati minori[52]
- 14 dicembre 1904
  - Carlo di Blois (1320-1364), duca di Bretagna[92]
- 12 aprile 1905
  - Cristoforo di Romagna († 1272 circa), sacerdote dell'Ordine dei frati minori[98]
- 2 marzo 1906
  - Marco de' Marconi (1480-1510), religioso dei Poveri eremiti di San Girolamo[103]
- 29 maggio 1907
  - Benedetto Ricasoli († 1107 circa), eremita vallombrosano[50]
- 28 agosto 1907
  - Zdislava Berka (1220-1252), vedova del Terz'ordine della penitenza di San Domenico[105]
- 11 dicembre 1907
  - Maddalena Albrici († 1465), vergine agostiniana, badessa di Sant'Andrea a Brunate[59]
- 12 maggio 1908
  - Gerardo Cagnoli († 1342), religioso dell'Ordine dei frati minori[64]
- 12 agosto 1908
  - Cristina di Stommeln (1242-1312), vergine[43]
- 9 settembre 1908
  - Jan van Ruusbroec (1293-1381), fondatore dei Canonici regolari di Groenendael[41]
- 18 marzo 1909
  - Bartolomeo Fanti († 1495) sacerdote dell'Ordine della Beata Vergine del Monte Carmelo[70]
- 12 maggio 1909
  - Federico da Ratisbona († 1329), religioso dell'Ordine di Sant'Agostino[84]
- 25 agosto 1909
  - Utto († 829) e Gamelberto († 802), fondatori dell'abbazia di Metten[93]
- 23 febbraio 1910
  - Giuliano Cesarello († 1349 circa), sacerdote dell'Ordine dei frati minori[63]
- 27 aprile 1910
  - Bartolo da San Gimignano (1228-1310), sacerdote del Terz'ordine di San Francesco[70]
- 14 giugno 1911
  - Giacomo Capocci († 1308 circa), arcivescovo agostiniano di Benevento e di Napoli[40]
- 6 settembre 1911
  - Bonaventura da Forlì († 1491 circa), sacerdote dei Servi di Maria[95]

## Pontificato di Benedetto XV (1914-1922)

### Celebrazioni del 1917
- 29 aprile 1917
  - Giuseppe Benedetto Cottolengo (1786-1842), sacerdote, fondatore di fratelli, suore e sacerdoti della Piccola Casa della Divina Provvidenza[114]
- 6 maggio 1917
  - Anna di San Bartolomeo (1549-1626), vergine del Carmelo di Anversa[120]

### Celebrazioni del 1920
- 1 maggio 1920	
  - Luisa di Marillac (1591-1660), vedova, fondatrice delle Figlie della Carità di San Vincenzo de' Paoli[114]
- 21 maggio 1920
  - Oliver Plunkett (1625-1681), arcivescovo di Armagh, martire[97]
- 30 maggio 1920
  - Anna Maria Taigi (1769-1837), madre di famiglia[120]
- 6 giugno 1920
  - Carlo Lwanga (1865-1886) e 21 compagni, martiri dell'Uganda[121]
- 13 giugno 1920
  - Marie-Madeleine Fontaine e 3 compagne († 1794), vergini delle Figlie della Carità, martiri di Arras[122]
  - Maria Clotilde Angela di San Francesco Borgia e 11 compagne († 1794), martiri di Valenciennes[122]

### Beatificazioni equipollenti
- 23 gennaio 1918
  - Nuno Álvares Pereira (1360-1431), carmelitano[55]
- 26 giugno 1918
  - Agostino Cennini e 63 compagni (di cui 60 anonimi) dei Servi di Maria († 1420), martiri[99]
- 13 novembre 1918
  - Giovanni Pelingotto (1240-1304), terziario francescano[72]
- 12 marzo 1919
  - Isnardo da Chiampo († 1244), sacerdote dell'Ordine dei frati predicatori[63]
  - Ugolino da Gualdo Cattaneo († 1260), eremita[36]
- 12 gennaio 1921
  - Domenico Spadafora (1450-1521), sacerdote dell'Ordine dei frati predicatori[46]
- 20 marzo 1921
  - Margherita di Lorena (1463-1521), vedova, clarissa ad Argentan[21]
- 27 luglio 1921
  - Angelo Scarpetti († 1306 circa), sacerdote dell'Ordine di Sant'Agostino[69]
- 23 novembre 1921
  - Andrea Franchi (1335-1401), domenicano, vescovo di Prato e Pistoia[47]

## Pontificato di Pio XI (1922-1939)

### Celebrazioni del 1923
- 29 aprile 1923
  - Teresa del Bambino Gesù e del Volto Santo (1873-1897), vergine del Carmelo di Lisieux[108]
- 10 maggio
  - Michele Garicoïts (1797-1863), sacerdote, fondatore dei Preti del Sacro Cuore di Gesù di Bétharram[104]
- 13 maggio 1923
  - Roberto Bellarmino (1542-1621), gesuita, cardinale, arcivescovo di Capua[83]

### Celebrazioni del 1925
- 19 aprile 1925
  - Antonio Maria Gianelli (1789-1846), vescovo di Bobbio, fondatore delle Figlie di Maria Santissima dell'Orto[106]
- 26 aprile 1925
  - Vincenzo Maria Strambi (1745-1824), passionista, vescovo di Macerata e Tolentino[53]
- 3 maggio 1925
  - Giuseppe Cafasso (1811-1860), sacerdote[104]
- 10 maggio 1925
  - Ifigenia di San Matteo e 31 compagne († 1794), martiri di Orange[122]
- 7 giugno 1925
  - Maria Michela del Santissimo Sacramento (1809-1865), vergine, fondatrice delle Ancelle del Santissimo Sacramento e della Carità[123]
- 14 giugno 1925
  - Maria Bernarda Soubirous (1844-1879), vergine delle Suore della Carità e dell'Istruzione Cristiana[123]
- 21 giugno 1925
  - Isacco Jogues, Giovanni de Brébeuf e 6 compagni, martiri canado-americani[83]
- 5 luglio 1925
  - Andrea Kim Taegon (1821-1846) e 78 compagni, martiri in Corea[87]
- 12 luglio 1925
  - Pier Giuliano Eymard (1811-1868), sacerdote, fondatore della Congregazione del Santissimo Sacramento e delle Ancelle del Santissimo Sacramento[121]

### Celebrazioni del 1926
- 16 maggio 1926
  - Andrea Uberto Fournet (1752-1834), sacerdote, fondatore delle Figlie della Croce, Suore di Sant'Andrea[123]
- 20 maggio 1926
  - Bartolomea Capitanio (1807-1833), vergine, fondatrice delle Suore di carità di Maria Bambina[53]
- 23 maggio 1926
  - Giovanna Antida Thouret (1765-1826), vergine, fondatrice delle Suore della carità sotto gli auspici di San Vincenzo de' Paoli[123]
- 6 giugno 1926
  - Jacques Salès e Guillaume Saultemouche († 1593) gesuiti, martiri di Aubenas[122]
- 13 giugno 1926
  - Lucia Filippini (1672-1732), vergine, fondatrice delle Maestre pie[83]
- 3 ottobre 1926
  - Ghébrē Michele (1791-1855), sacerdote della Congregazione della missione, martire[122]
- 10 ottobre 1926
  - Emanuele Ruiz e 10 compagni († 1860), martiri di Damasco[124]
- 17 ottobre 1926
  - Jean-Marie du Lau d'Alleman, François-Joseph de La Rochefoucauld, Pierre-Louis de La Rochefoucauld e 188 compagni († 1792), martiri[124]
- 31 ottobre 1926
  - Noël Pinot (1747-1794), martire[124]

### Celebrazioni del 1928
- 2 giugno 1928
  - Giovanni Bosco (1815-1888), sacerdote, fondatore della Pia società di San Francesco di Sales[114]
- 9 giugno 1928
  - Teresa Margherita del Cuore di Gesù (1747-1770), vergine del Carmelo di Firenze[114]
- 23 giugno 1928
  - Gomidas Keumurdjian (1656-1707), martire[124]
- 30 giugno 1928
  - Francesco Maria da Camporosso (1804-1866), religioso dell'Ordine dei frati minori cappuccini[121]
- 16 luglio 1928
  - Claudio de La Colombière (1641-1682), sacerdote della Compagnia di Gesù[125]
- 22 dicembre 1928
  - John Ogilvie (1579-1615), sacerdote della Compagnia di Gesù, martire[126]

### Celebrazioni del 1929
- 15 dicembre 1929
  - Thomas Hemerford († 1584) e 106 compagni, martiri d'Inghilterra e del Galles[124]

### Celebrazioni del 1930
- 8 giugno 1930
  - Paola Frassinetti (1809-1882), vergine, fondatrice delle Suore di Santa Dorotea[87]
- 15 giugno 1930
  - Corrado da Parzham (1818-1894), religioso dell'Ordine dei frati minori cappuccini[5]

### Celebrazioni del 1933
- 30 aprile 1933
  - Maria di Sant'Eufrasia Pelletier (1796-1868), vergine, fondatrice delle Suore di Nostra Signora della carità del Buon Pastore[19]
- 7 maggio 1933
  - Vincenza Gerosa (1784-1847), vergine, fondatrice delle Suore di carità di Maria Bambina[53]
- 14 maggio 1933
  - Gemma Galgani (1878-1903), vergine[19]
- 21 maggio 1933
  - Giuseppe Pignatelli (1737-1811), sacerdote della Compagnia di Gesù[112]
- 28 maggio 1933
  - Caterina Labouré (1806-1876), vergine delle Figlie della Carità di San Vincenzo de' Paoli[113]

### Celebrazioni del 1934
- 28 gennaio 1934
  - Roque González de Santa Cruz, Alonso Rodríguez e Juan del Castillo († 1628), della Compagnia di Gesù, martiri del Paraguay[79]
- 25 febbraio 1934
  - Antonio Maria Claret (1807-1870), arcivescovo di Santiago di Cuba, fondatore dei Figli del Cuore Immacolato di Maria e delle Religiose di Maria Immacolata[53]
- 10 maggio 1934
  - Pierre-René Rogue (1758-1796), sacerdote della Congregazione della missione, martire[127]
- 13 maggio 1934
  - Giovanna Elisabetta Bichier des Ages (1773-1838), vergine, fondatrice delle Figlie della Croce, Suore di Sant'Andrea[104]

### Celebrazioni del 1938
- 6 novembre 1938
  - Maria Giuseppa Rossello (1811-1880), vergine, fondatrice delle Figlie di Nostra Signora della Misericordia[113]
- 13 novembre 1938
  - Francesca Saverio Cabrini (1850-1917), vergine, fondatrice delle Missionarie del Sacro Cuore di Gesù[19]
- 20 novembre 1938
  - Maria Domenica Mazzarello (1837-1881), vergine, fondatrice delle Figlie di Maria Ausiliatrice[106]

### Beatificazioni equipollenti
- 28 febbraio 1923
  - Lorenzo da Villamagna (1476-1535), sacerdote dell'Ordine dei frati minori[58]
- 28 luglio 1926
  - Beatrice de Silva (1424-1490), vergine, fondatrice delle Concezioniste francescane[126]
- 12 gennaio 1927
  - Stilla di Abenberg († 1132 circa), vergine[31]
- 18 maggio 1927
  - Luca Belludi († 1286), sacerdote dell'Ordine dei frati minori[42]
- 13 luglio 1927
  - Ugo di Fosses († 1161), abate di Prémontré[36]
- 21 dicembre 1927
  - Osanna di Cattaro (1493-1565), vergine del Terz'ordine della penitenza di San Domenico[37]
- 16 maggio 1928
  - Simeone, Falcone, Marino, Benincasa, Pietro II, Balsamo, Leonardo e Leone II, abati di Cava[65]
- 19 dicembre 1928
  - Irmengarda († 866), badessa di Chiemsee[90]
- 8 gennaio 1930
  - Baldassarre Ravaschieri (1420-1492), sacerdote dell'Ordine dei frati minori[86]

## Pontificato di Pio XII (1939-1958)

### Celebrazioni del 1939
- 18 giugno 1939
  - Emilia de Vialar (1797-1856), vergine, fondatrice delle Suore di San Giuseppe dell'Apparizione[106]
- 25 giugno 1939
  - Giustino de Jacobis (1800-1860), della Congregazione della missione, vescovo di Nilopoli[97]

### Celebrazioni del 1940
- 12 maggio 1940
  - Rosa Filippina Duchesne (1769-1852), vergine della Società del Sacro Cuore di Gesù[68]
- 19 maggio 1940
  - Gioacchina de Vedruna (1783-1854), vedova, fondatrice delle Suore carmelitane della carità[67]
- 26 maggio 1940
  - Maria Crocifissa Di Rosa (1813-1855), vergine, fondatrice delle Ancelle della carità[112]
- 9 giugno 1940
  - Emilia de Rodat (1787-1852), vergine, fondatrice delle Suore della Sacra Famiglia di Villefranche[113]
- 16 giugno 1940
  - Ignazio da Laconi (1701-1781), religioso dell'Ordine dei frati minori cappuccini[116]

### Celebrazioni del 1941
- 7 dicembre 1941
  - Maddalena di Canossa (1774-1835), vergine, fondatrice delle Figlie e dei Figli della Carità[68]

### Celebrazioni del 1946
- 20 ottobre 1946
  - Maria Teresa de Soubiran La Louvière (1834-1889), vergine, fondatrice delle Suore di Maria Ausiliatrice[127]
- 27 ottobre 1946
  - Teresa Eustochio Verzeri (1801-1852), vergine, fondatrice delle Figlie del Sacro Cuore di Gesù[127]
- 24 novembre 1946
  - Gregorio Maria Grassi (1833-1900) e 28 compagni, martiri in Cina[127]

### Celebrazioni del 1947
- 13 aprile 1947
  - Contardo Ferrini (1859-1902), laico[128]
- 27 aprile 1947
  - Maria Goretti (1890-1902), vergine e martire[106]
- 4 maggio 1947
  - Maria Teresa di Gesù Le Clerc (1576-1622), vergine, fondatrice delle Canonichesse di Sant'Agostino della Congregazione di Nostra Signora[128]
- 9 novembre 1947
  - Giovanna della Croce Delanoue (1666-1736), vergine, fondatrice delle Suore di Sant'Anna della Provvidenza[88]

### Celebrazioni del 1948
- 4 aprile 1948
  - Benildo Romançon (1805-1862), religioso dei Fratelli delle scuole cristiane[119]

### Celebrazioni del 1950
- 22 gennaio 1950
  - Vincenzo Pallotti (1795-1850), sacerdote, fondatore della Società dell'apostolato cattolico[121]
- 5 febbraio 1950
  - Maria Desolata Torres Acosta (1826-1887), vergine, fondatrice delle Serve di Maria ministre degli infermi[119]
- 19 febbraio 1950
  - Vicenta María López y Vicuña (1847-1890), vergine, fondatrice delle Religiose di Maria Immacolata[97]
- 5 marzo 1950
  - Domenico Savio (1842-1857), allievo salesiano[116]
- 19 marzo 1950
  - Paola Elisabetta Cerioli (1816-1865), vedova, fondatrice dei Padri e delle Suore della Sacra Famiglia di Bergamo[128]
- 1º ottobre 1950
  - Maria De Mattias (1805-1866), vergine, fondatrice delle Suore adoratrici del Sangue di Cristo[128]
- 15 ottobre 1950
  - Anne-Marie Javouhey (1779-1851), vergine, fondatrice delle Suore di San Giuseppe di Cluny[128]
- 12 novembre 1950
  - Marguerite Bourgeoys (1620-1700), vergine, fondatrice delle Suore della Congregazione di Nostra Signora[88]

### Celebrazioni del 1951
- 18 febbraio 1951
  - Alberico Crescitelli (1863-1900), sacerdote del Pontificio istituto missioni estere, martire[129]
- 15 aprile 1951
  - Francesco Antonio Fasani (1681-1742), sacerdote dell'Ordine dei frati minori conventuali[87]
- 29 aprile 1951
  - José María Díaz Sanjurjo (1818-1858) e 24 compagni, martiri del Vietnam[68]
- 6 maggio 1951
  - Placida Viel (1815-1877), vergine, superiora generale delle Suore delle scuole cristiane della misericordia[129]
- 20 maggio 1951
  - Julien Maunoir (1606-1683), sacerdote della Compagnia di Gesù[129]
- 3 giugno 1951
  - Pio X (1835-1914), papa[116]
- 4 novembre 1951
  - Teresa Couderc (1805-1885), vergine delle Suore di Nostra Signora del Ritiro al Cenacolo[119]

### Celebrazioni del 1952
- 4 maggio 1952
  - Rosa Venerini (1656-1728), vergine, fondatrice delle Maestre pie[129]
- 18 maggio 1952
  - Raffaella Maria del Sacro Cuore (1850-1925), vergine, fondatrice delle Ancelle del Sacro Cuore di Gesù[126]
- 8 giugno 1952
  - Maria Bertilla Boscardin (1888-1922), vergine delle Suore maestre di Santa Dorotea, figlie dei Sacri Cuori[67]
- 22 giugno 1952
  - Antonio Maria Pucci (1818-1892), sacerdote dei Servi di Maria[121]

### Celebrazioni del 1954
- 7 novembre 1954
  - Maria Assunta Pallotta (1878-1905), vergine delle Suore francescane missionarie di Maria[129]
- 21 novembre 1954
  - Jean-Martin Moyë (1730-1793), sacerdote della Società per le missioni estere di Parigi, fondatore delle Suore della Provvidenza[130]
- 5 dicembre 1954
  - Placido Riccardi (1844-1915), sacerdote dell'Ordine di San Benedetto[130]

### Celebrazioni del 1955
- 17 aprile 1955
  - Léon-Ignace Mangin (1857-1900) e 55 compagni, martiri in Cina[130]
- 29 maggio 1955
  - Marcellino Champagnat (1789-1840), sacerdote della Società di Maria, fondatore dei Fratelli maristi delle scuole[34]
- 19 giugno 1955
  - Jean-Baptiste Turpin du Cormier e 18 compagni († 1794), martiri di Laval[130]

### Celebrazioni del 1956
- 7 ottobre 1956
  - Innocenzo XI (1611-1689), papa[130]

### Celebrazioni del 1957
- 26 maggio 1957
  - Maria della Provvidenza Smet (1825-1871), vergine, fondatrice delle Ausiliatrici delle anime del Purgatorio[131]

### Celebrazioni del 1958
- 27 aprile 1958
  - Teresa di Gesù Jornet y Ibars (1843-1897), vergine, fondatrice delle Piccole suore degli anziani abbandonati[89]

## Pontificato di Giovanni XXIII (1958-1963)

### Celebrazioni del 1959
- 26 aprile 1959
  - Elena Guerra (1835-1914), vergine, fondatrice delle Suore oblate dello Spirito Santo[131]
- 3 maggio 1959
  - Marie-Marguerite d'Youville (1701-1771), vedova, fondatrice delle Suore della carità di Montréal[125]

### Celebrazioni del 1961
- 12 novembre 1961
  - Innocenzo da Berzo (1844-1890), sacerdote dell'Ordine dei frati minori cappuccini[131]

### Celebrazioni del 1963
- 17 marzo 1963
  - Elizabeth Ann Bayley Seton (1774-1821), vedova, fondatrice delle Suore della carità di San Giuseppe[97]
- 19 marzo 1963
  - Luigi Maria Palazzolo (1827-1886), sacerdote, fondatore delle Suore delle poverelle[131]

## Pontificato di Paolo VI  (1963-1978)

### Celebrazioni del 1963
- 13 ottobre 1963
  - Giovanni Nepomuceno Neumann (1811-1860), della Congregazione del Santissimo Redentore, vescovo di Filadelfia[126]
- 27 ottobre 1963
  - Domenico della Madre di Dio (1792-1849), sacerdote della Congregazione della Passione di Gesù Cristo[131]
- 3 novembre 1963
  - Leonardo Murialdo (1828-1900), sacerdote, fondatore della Congregazione di San Giuseppe[119]
- 17 novembre 1963
  - Vincenzo Romano (1751-1831), sacerdote[132]
- 1º dicembre 1963
  - Nunzio Sulprizio (1817-1856), laico[132]

### Celebrazioni del 1964
- 27 ottobre 1964
  - Luigi Guanella (1842-1915), sacerdote, fondatore dei Servi della carità e delle Figlie di Santa Maria della Divina Provvidenza[132]

### Celebrazioni del 1965
- 17 ottobre 1965
  - Jacques Berthieu (1838-1896), sacerdote della Compagnia di Gesù, martire[132]
- 5 dicembre 1965
  - Charbel Makhlouf (1828-1898), sacerdote dell'Ordine libanese maronita[126]

### Celebrazioni del 1966
- 17 aprile 1966
  - Ignazio di Santhià (1686-1770), sacerdote dell'Ordine dei frati minori cappuccini[132]

### Celebrazioni del 1967
- 8 ottobre 1967
  - Maria Fortunata Viti (1827-1922), vergine dell'Ordine di San Benedetto[133]

### Celebrazioni del 1968
- 6 ottobre 1968
  - Siméon-François Berneux (1814-1866) e 23 compagni, martiri della Corea[87]
- 13 ottobre 1968
  - Maria degli Apostoli von Wüllenweber (1833-1907), vergine, fondatrice delle Suore del Divin Salvatore[133]
- 27 ottobre 1968
  - Clelia Barbieri (1847-1870), vergine, fondatrice delle Suore minime dell'Addolorata[111]

### Celebrazioni del 1971
- 17 ottobre 1971
  - Massimiliano Maria Kolbe (1894-1941), sacerdote dell'Ordine dei frati minori conventuali, martire[88]

### Celebrazioni del 1972
- 29 ottobre 1972
  - Michele Rua (1837-1910), sacerdote, rettor maggiore dei Salesiani di Don Bosco[133]
- 12 novembre 1972
  - Agostina Pietrantoni (1864-1894), vergine delle Suore della Carità di Santa Giovanna Antida Thouret[49]

### Celebrazioni del 1974
- 24 marzo 1974
  - Liborius Wagner (1593-1631), martire[133]
- 28 aprile 1974
  - Maria Francesca Schervier (1819-1876), vergine, fondatrice delle Suore dei poveri di San Francesco[133]

### Celebrazioni del 1975
- 9 febbraio 1975
  - Maria Eugenia di Gesù Milleret de Brou (1817-1898), vergine, fondatrice delle Religiose dell'Assunzione[134]
- 27 aprile 1975
  - César de Bus (1544-1607), sacerdote, fondatore dei Preti della dottrina cristiana[134]
- 6 luglio 1975
  - Carlo Steeb (1773-1856), sacerdote, fondatore delle Sorelle della misericordia[134]
- 19 ottobre
  - Arnold Janssen (1837-1909), sacerdote, fondatore della Società del Verbo Divino, delle Serve dello Spirito Santo e delle Adoratrici perpetue[134]
  - Josef Freinademetz (1852-1908), sacerdote della Società del Verbo Divino[134]
  - Maria Teresa Ledóchowska (1863-1922), vergine, fondatrice delle Suore missionarie di San Pietro Claver[135]
  - Eugenio de Mazenod (1782-1861), vescovo di Marsiglia, fondatore degli Oblati di Maria Immacolata[105]
- 1º novembre 1975
  - Giovanna Francesca della Visitazione Michelotti (1843-1888), vergine, fondatrice delle Piccole serve del Sacro Cuore di Gesù per gli ammalati poveri[135]
  - Maria del Divin Cuore Droste zu Vischering (1863-1899), vergine delle Suore di Nostra Signora della carità del Buon Pastore[135]
  - Vincenzo Grossi (1845-1917), sacerdote, fondatore delle Figlie dell'Oratorio[135]
  - Gaspare Bertoni (1777-1825), sacerdote, fondatore della Congregazione delle Sacre Stimmate di Nostro Signore Gesù Cristo[111]
  - Ezequiel Moreno (1848-1906), degli agostiniani recolletti, vescovo di Pasto[125]
- 16 novembre 1975
  - Giuseppe Moscati (1880-1927), laico[79]

### Celebrazioni del 1976
- 2 maggio
  - Leopoldo da Castelnuovo (1866-1942), sacerdote dell'Ordine dei frati minori cappuccini[88]
- 14 novembre
  - Maria di Gesù López de Rivas Martínez (1560-1640), vergine del Carmelo di Toledo[135]

### Celebrazioni del 1977
- 8 maggio 1977
  - Maria Rosa Molas y Vallvé (1815-1876), vergine, fondatrice delle Suore di Nostra Signora della Consolazione[68]
- 30 ottobre 1977
  - Michele Febres Cordero (1854-1910), religioso dei Fratelli delle scuole cristiane[87]
  - Muziano Maria Wiaux (1841-1917), religioso dei Fratelli delle scuole cristiane[125]

### Celebrazioni del 1978
- 16 aprile 1978
  - Maria Caterina Kasper (1820-1898), vergine, fondatrice delle Povere ancelle di Gesù Cristo[136]
- 7 maggio 1978
  - Maria Enrichetta Dominici (1829-1894), vergine, superiora generale delle Suore di Sant'Anna[136]

### Beatificazioni equipollenti
- 9 gennaio 1976
  - Dorotea di Montau (1347-1394), vedova[46]